# فيليب بيتر
فيليب بيتر (بالألمانية: Philipp Peter)‏ هو سائق سيارة سباق ومهندس نمساوي، ولد في 6 أبريل 1969 في فيينا في النمسا.

## وصلات خارجية
- فيليب بيتر على موقع Racing-Reference.info (الإنجليزية)
- فيليب بيتر على موقع DriverDB.com (الإنجليزية)